# Marceli Callo
Marceli Callo (ur. 6 grudnia 1921 w Rennes, zm. 19 marca 1945 w obozie Mauthausen-Gusen) – francuski robotnik, członek Chrześcijańskiego Stowarzyszenia Młodzieży Robotniczej (JOC), męczennik chrześcijański i błogosławiony Kościoła katolickiego.

## Życiorys
Urodził się, jako drugie z dziewięciorga dzieci w bardzo religijnej bretońskiej rodzinie. Mając 12 lat podjął pracę w drukarni. Był też członkiem Krucjaty Eucharystycznej. Jego brat wstąpił do seminarium. W 1943 Marceli został wezwany na roboty przymusowe do Niemiec, w ramach tzw. Service du travail obligatoire, do Zella-Mehlis w Turyngii. W 1944 został aresztowany za nadto katolickie poglądy. Najpierw został umieszczony w więzieniu w Gocie, a potem w obozach koncentracyjnych: Flossenburgu i od 26 października 1944 Mauthausen-Gusen.
Zmarł 19 marca 1945 mając 24 lata w opinii świętości.
Beatyfikowany został przez Jana Pawła II w dniu 4 października 1987 razem z męczennicami Antonią Mesiną i Pieriną Morosini. Patron Światowych Dni Młodzieży 2023.